# Metropolia Toronto
Metropolia Toronto – metropolia Kościoła rzymskokatolickiego we wschodniej Kanadzie w prowincji Ontario. Obejmuje metropolitalną archidiecezję Toronto i cztery diecezje. Została ustanowiona 18 marca 1870 roku.
W skład metropolii wchodzą:
- Archidiecezja Toronto
- Diecezja Hamilton
- Diecezja London
- Diecezja Saint Catharines
- Diecezja Thunder Bay